# محافظان افسانه‌ای
محافظ افسانه‌ای (به انگلیسی: Magnificent Bodyguards) یک فیلم رزمی و اکشن هنگ کنگی محصول سال ۱۹۷۸ با بازی جکی چان به کارگردانی لو وی است. این فیلم در هنگ کنگ با استقبال روبرو شد، اما جکی چان این فیلم را دوست ندارد. زیرا لو وی به او هیچ آزادی عملی نداد و او را محدود کرد. این نخستین فیلم در هنگ کنگ بود که با استفاده از فناوری سه بعدی فیلم‌برداری شد، و در آن از موسیقی فیلم جنگ ستارگان استفاده شد.

## خلاصه داستان
تینگ چونگ (جکی چان ) به همراه گروهی توسط بانو لین نان مامور محافظت از تخت روانی می شوند که به گفته ی بانو لین نان ، برادر بیمارش در آن است و باید از مسیر خطرناک تپه طوفان بگذرند .

## بازیگران
- جکی چان در نقش لرد تینگ چانگ
- جیمز تین در نقش تسانگ / چانگ وو یی
- لیانگ سیو-لونگ در نقش چانگ
- وانگ پینگ
- لئو مینگ